# Cosmologie standard de Donjons et Dragons

La cosmologie de la Grande Roue telle que présentée dans le Manuel des joueurs 2014.

Le jeu de rôle médiéval-fantastique Donjons et Dragons permet aux personnages de voyager magiquement à travers des sortes de dimensions appelées plans d'existence, formant une cosmologie commune aux différents décors de campagne. Cette cosmologie est plus particulièrement exploitée dans le décor Planescape.

## Historique
| Plans d'existence tels que présentés dans le Manuel des joueurs AD&D 1re édition : - plans intérieurs : plan Matériel primaire (1), plans Matérels positif (2) et négatif (3), plans élémentaires (4 à 7) ; - plans Éthéré (8) et Astral (9) ; - plans extérieurs (10 à 25). |

Le nom et l'organisation des plans a changé au cours de l'histoire éditoriale de Donjons et Dragons.
Les plans d'extérieurs sont présentés pour la première fois en juillet 1977 dans The Dragon. Gary Gygax mentionne qu'il y a seize plans extérieurs ; il décrit
- le Septième Ciel (Seven Heavens), l'Éden (Twin Paradises) et l'Élysée (Elysium) comme étant des « hauts plans typiques » (typical higher planes),
- le Nirvana comme un « plan loyal ultime  » (plane of ultimate Law),
- les Limbes (Limbo) comme un « plan chaotique ultime (entropie) » (plane of ultimate Chaos (entropy)), * et les Neuf Enfers (Nine Hells), les Trois Destins de Hadès (Hades' three glooms) et les 666 Couches des Abysses (666 layers of the Abyss) comme des « plans inférieurs typiques » (typical lower planes). L'article mentionne également le nom d'autres plans extérieurs : la Cité céleste (Happy Hunting Grounds), l'Olympe (Olympus), Gladsheim, le Pandemonium, le Tartare (Tarterus), la Géhenne (Gehenna), Achéron (Acheron) et l'Arcadie (Arcadia).

Les plans élémentaires « de base » (Eau, Air, Terre et Feu) sont présentés en 1977 dans le Manuel des monstres (traduit en 1987). 
Les plans d'existence sont présentés pour la première fois de manière consolidée en 1978 dans le Manuel des joueurs (traduit en 1987). Les plans élémentaires sont intégrés dans un ensemble appelé « plans intérieurs », avec le plan Matériel primaire, le plan Éthéré et les plans Matériels positif et négatif.

Petit rhombicuboctaèdre : modèle « étendu » des plans élémentaires, chaque face représentant un plan élémentaire.

Dans Dragon no 27 (juillet 1979), Jeff Swycaffer propose douze nouveaux plans élémentaires, en mêlant les quatre éléments de base, le tout étant présenté comme un polyèdre complexe, un petit rhombicuboctaèdre. « L'équateur » de ce polyèdre est formé de faces carrées ;
- deux paires de faces opposées représentent les plans de base — Feu (7), Terre (9), Eau (11), Air (13) — ;
- les quatre faces intermédiaires des « qualités » : le Sec (dry, Feu et Air) (6), le Chaud (Hot, Terre et Feu) (8), l'Humide (Moist, Eau et Terre) (10) et le Froid (Cold, Air et Eau) (12).

Les « pôles » carrés de ce polyèdre représentent le Bien (Good) (1) et le Mal (Evil) (18). La ceinture de faces carrées entre le pôle du Bien et l'équateur sont les qualités de la Lumière (Light) (2), du Commencement (Beginning) (3), de la Fertilité (Fertility) (4) et du Plaisir (Pleasure) (5). La ceinture de faces carrées entre le pôle du Mal et l'équateur sont les qualités de la Stérilité (Barren) (14), de la Douleur (Pain) (15), de l'Obscurité (Dark) (16) et de la Fin (Ending) (17). Dans le numéro 32 (décembre 1979), Gary Gygax propose de remplacer l'Humidité et le Sec par la Vapeur et la Poussière. Les plans intermédiaires de l'équateur sont présentés de manière consolidée sous le nom de « plans para-élémentaires » dans le Deities & Demigods (1980, non traduit) : le plan de la Glace (Plane of Ice, Air et Eau), le plan de la Poussière (Plane of Dust, Air et Feu), le plan de la Chaleur (Plane of Heat, Feu et Terre) et le plan de la Vapeur (Plane of Vapor, Terre et Eau).
En 1983, le module EX2 The Land Beyond the Magic Mirror met en scène un nouveau monstre, un quasi-élémentaire de la Foudre. Dans sa description, Gygax indique qu'il habite le plan Matériel positif et le plan de l'Air. C'est la première mention d'un plan quasi-élémentaire.
Dans le numéro 73 de Dragon (mai 1983), Gygax prend du recul par rapport à la cosmologie des plans intérieurs décrite dans le Deities & Demigods, tout en en prenant l'entière responsabilité.
«  Notez que dans le tore, les plans para-élémentaires (Glace, Poussière, Vapeur, Chaleur) occupent trop de place. Un étudiant attentif remarquera également que trois de ces plans portent le nom d'une manifestation matérielle, tandis que le dernier est désigné par une condition. […] Ne blamez pas les nobles auteurs de cette œuvre dans laquelle cette description apparaît — j'en suis le seul responsable, et je vous présente mes excuses.

Pour en revenir au sujet de cet article : une autre illustration de référence (figure B, en bas à droite), également du Deities & Demigods, montre les plans intérieurs (Matériel, Élémentaires, Positif, etc.). N'est-il pas intéressant de noter comment le plan Matériel positif repose sur le multivers Matériel comme si c'était une assiette ? Observez également la manière dont le plan Négatif sert de soucoupe au même ?
Si ces relations étranges vous ont troublé, gent lecteur, la moitié de ce qu'ils m'ont dérangé, cette expérience vous a été pénible. Moi, en tous cas, je ne pouvais plus le supporter.

Après plusieurs heures de fouiles dans le bazar, comme je surnomme avec humour mes dossiers, j'ai découvert mes notes sur les plans intérieurs. Au sommet du tas trônait une illustration d'une structure tétraédrique proposée par mon valeureux confrère Steve Marsh. […] Tiens, au fait, les plans para-élémentaires, c'est-à-dire Foudre, Magma, Poussière, Glace, Vapeur, et Vase — toutes des substances matérielles, pas des conditions ! Les quatre faces sont le plan Matériel positif, Matériel négatif, et le plan de l'Ombre, plus l'infinité du plan Primaire. »

Modèle des plans d'existence élémentaires décrit dans Dragon no 73 (mai 1979).

Après avoir développé cette structure, Gygax décide (comme il l'indique dans ce même article de Dragon) de changer la structure d'un tétraèdre en un cube, dont les six faces seraient les « plans intérieurs » décrits dans le Manuel des joueurs : Feu (2), Terre (3), Eau (4), Air (5), plans Matériels positif (1) et négatif (6). Les arêtes de ce cube, là où se rejoignent les faces, représentent les plans « para-élémentaires » et « quasi-élémentaires » :
- les plans para-élémentaires, où les éléments se mêlents : Magma (là où se rencontrent la Terre et le Feu) (I), Vase (entre l'Eau et la Terre) (II), Glace (entre l'Air et l'Eau) (III), Fumée (entre Feu et Air) (IV) ;
- les plans quasi-élémentaires, où les éléments rencontrent les énergies : Radiance (là où se rencontrent le Feu et le plan Matériel positif) (a), Minéral (entre Terre et Positif) (b), Vapeur (entre Eau et Positif) (c), Foudre (entre Air et Positif) (d), Cendre (entre le Feu et le plan Matériel négatif) (e), Poussière (entre Terre et Négatif) (f), Sel (entre Eau et Négatif) (g) et Vide (entre Air et Négatif) (h).

Cette nouvelle structure devient la structure par défaut des première et deuxième éditions de AD&D, et est décrite en détail dans le Manual of the Planes (1987, non traduit).
Pour la deuxième édition de Advanced Donjons et Dragons, TSR décide de supprimer les références aux anges et aux démons. Il n'y a pas d'édition du Manual of Planes, mais la sortie du décor de campagne Planescape (1994) qui reprend largement cette structure des plans intérieurs. Il en est de même pour l'ouvrage The Inner Planes (1998).
Dans la troisième éditions de Donjons et Dragons (2001), les plans para- et quasi-élémentaires disparaissent du Manuel des plans ; les plans intérieurs deviennent totalement séparés, sans frontière commune. Les créatures para-élémentaires sont alors décrites comme vivant dans les deux plans les constituant. On trouve cependant une mention du plan de la Radiance dans le numéro 321 de Dragon (2004. Par ailleurs, les sources tardives de la 3e édition considèrent généralement que les plans ont des frontières communes, par exemple dans Sandstorm (2005).
Dans la quatrième édition, les plans intérieurs sont remplacés par un plan appelé le Chaos élémentaire (Elemental Chaos), qui combine les caractéristiques des plans intérieurs, du plan Éthéré et des Limbes, et qui contient également les Abysses. Le plan d'Énergie négative est combiné avec le plan de l'Ombre et Ravenloft pour former le Gisombre (Shadowfell).

## Dans la première édition, avant leManual of the Planes
Le Manuel des joueurs de la première édition distingue les plans intérieurs (inner planes), numérotés de 1 à 8, et les plans extérieurs (outer planes), de 9 à 25. Les plans sont juste évoqués, mais pas décrits.
Le plan Matériel primaire, ou plan Physique, correspond à l'univers « normal » de jeu. C'est un univers infini (planètes, étoiles, galaxies…) ; il peut y avoir des univers parallèles, au gré du maître de donjon.
Les plans intérieurs sont baignés par le plan Éthéré (rep. 8), ou plutôt, le plan Éthéré « entoure et touche tous les autres plans intérieurs et les mondes parallèles sans fin sans jamais faire partie d'aucun d'eux ». Les plans intérieurs sont donc accessibles par le « voyage éthéré » : certaines créatures sont capables de devenir éthérées, d'autres peuvent faire appel à la magie ou aux capacités psioniques.
Le plan Astral touche le plan Matériel primaire ainsi que le « premier niveau » de chacun des seize plans extérieurs. On peut donc accéder à ces plans par le « voyage astral » (magique ou psionique).
Dans la pratique, le jeu ne considère que les plans Éthéré et Astral, le premier comme « raccourci » (permettant une sorte de téléportation), le second comme une possibilité d'espionner (en voyageant désincarné). Ces plans recèlent des dangers — créatures, vents pouvant entraîner et perdre les personnages — rendant les voyages éthéré et astral potentiellement mortels. Ce n'est qu'en 1987, avec la publication du Manual of Planes (MoP), que les différents plans prennent véritablement corps.
Pour changer de plan, on peut utiliser :
- Changement de plan, sort de clerc 5e niveau ;
- Porte dimensionnelle, sort de magicien 4e niveau et science psionique majeure ;
- ou Voyage parallèle, science psionique majeure.

Pour entreprendre un voyage éthéré, on peut utiliser :
- un objet magique, comme de l'huile éthérée ;
- ou le pouvoir psionique Transformation éthérée, science majeure.

Pour entreprendre un voyage astral, on peut utiliser :
- Sort astral, sort de clerc 7e niveau, de magicien 9e niveau et d'illusionniste 7e niveau ;
- Projection astrale, science majeure psionique.

Liste des plans
1. Plan Matériel primaire (Prime material plane).
2. Plan Matériel positif (Positive material plane).
3. Plan Matériel négatif (Negative material plane).
4. Plan Élémentaire de l'Air (Elemental plane of air).
5. Plan Élémentaire de l'Eau (Elemental plane of water).
6. Plan Élémentaire de la Terre (Elemental plane of earth).
7. Plan Élémentaire du Feu (Elemental plane of fire).
8. Plan Éthéré (Ethereal plane).
9. Septième Ciel (Seven Heavens) : plans des loyaux bons absolus.
10. Éden (Twin Paradises) : plans des loyaux bons neutres.
11. Élysée (Elysium) : plans des neutres bons.
12. Cité céleste (Happy Hunting Grounds) : plans des chaotiques neutres bons.
13. Olympe (Olympus) : plans des chaotiques bons absolus.
14. Gladsheim (Asgard, Valhalla, Vanaheim…) : plans des neutres chaotiques bons.
15. Limbes (Limbo) : plans des chaotiques neutres absolus (entropie).
16. Pandémonium : plans des neutres chaotiques mauvais.
17. Abysses (Abyss) : plans des chaotiques mauvais absolus.
18. Tartare (Tarterus) : plans des neutres chaotiques mauvais.
19. Hadès : plans des mauvais neutres absolus.
20. Géhenne (Gehenna) : plans des neutres loyaux mauvais.
21. Neuf Enfers (Nine Hells) : plans des loyaux mauvais absolus.
22. Achéron : plans des neutres loyaux mauvais.
23. Nirvana : plans des loyaux neutres absolus.
24. Arcadie (Arcadia) : plans des loyaux neutres bons.

## Dans lesManuel des Plansdes1reet3eéditionset dansPlanescape
La différence entre les plans dits intérieurs et ceux dits extérieurs reprend la dichotomie entre matérialité et spiritualité. Les plans intérieurs sont les plans de la matière et de l'action (sens premier du mot énergie), ce qui compose le monde matériel et le fait évoluer ; les plans extérieurs sont les plans des idéaux (alignements) et des divinités.

### Plan Matériel primaire
Le plan Matériel primaire, parfois appelé selon les éditions le plan Matériel ou le plan Primaire, est un plan d'existence similaires à notre Univers, notamment pour ce qui est des lois physiques. La plupart des décors de campagne de Donjons et Dragons sont centrés sur le plan Matériel primaire, à l'exception de ceux de Ravenloft et de Planescape.
Le plan Primaire est le seul à être connecté à la fois au plan Éthéré (qui permet d'accéder aux plans intérieurs) et au plan astral (qui mène aux plans extérieurs).
Dans la première et la deuxième édition, Il y a un seul plan Primaire ; ce plan Primaire peut contenir plusieurs univers parallèles. Dans le décor de campagne Spelljammer, les univers parallèles sont représentés par des sphères de cristal flottant dans une matière nommée phlogiston ; chacune de ces sphères de cristal contient le monde d'un décor de campagne, et l'ensemble des cristaux et du phlogiston forment le plan Matériel primaire. Il est ainsi possible de se déplacer physiquement d'Abeir-Toril, le monde des Royaumes oubliés, jusqu'à Athas, le monde de Dark Sun, grâce à un vaisseau spelljammer, l'équivalent fantastique d'un vaisseau spatial.
Le décor de campagne de Spelljammer ayant eu peu de succès, il est largement ignoré dans la troisième édition de D&D. Dans cette édition, chaque monde appartient à un plan matériel différent, et les différents plans matériels sont séparés par le plan Astral.

### Plans transitoires

#### Plan Astral
Le plan Astral touche le plan Matériel primaire (mais pas les autres plans intérieurs) ainsi que les couches supérieures (les « premiers niveaux ») des plans extérieurs. C'est un espace balayé par des vortex, et habité par des créatures puissantes.
On peut entreprendre un voyage astral par le biais de la magie (et, dans la première édition, du psionisme). Dans le cas d'une créature du plan Matériel primaire, son corps matériel reste dans le plan Matériel, et c'est son corps astral qui voyage. Le corps astral est relié au corps matériel par un cordon d'argent, la rupture de ce cordon entraînant la mort du voyageur.
Lorsque le corps astral atteint un plan extérieur, son corps astral s'y matérialise. Le plan Matériel primaire ne peut pas contenir deux corps d'un même être ; ainsi, s'il est possible d'y faire voyager son corps astral, il n'est en revanche pas possible de s'en servir pour se déplacer physiquement.

#### Plan Éthéré
Le plan Éthéré touche les plans intérieurs. Il se présente comme un vaste brouillard où voguent des nuées multicolores.
De la bordure du plan Éthéré, on peut voir le plan qui le borde (plan matériel ou plan élémentaire). On ne peut pas interagir avec le plan voisin, et l'on reste invisible de ses habitants. Cette absence d'interaction permet de voyager dans le plan voisin sans se soucier des obstacles, à l'exception de métal épais ou d'une zone de magie puissante, tout en voyant où l'on va.
Le plan Éthéré est habité de créatures dangereuses, qui chassent dans le plan Éthéré ou bien surgissent dans le plan Matériel primaire pour se saisir de leurs proies. On y trouve des araignées éclipsantes, bêtes foo, chronolys, gingwatzims, gk'lok'loks, terithrans et mange-pensées. Par ailleurs, ce plan est balayé de cyclones qui peuvent entraîner le voyageur et le perdre.
Le plan Éthéré abrite également des demi-plans, des plans d'existence de dimensions finies, dont notamment le plan de l'Ombre et le demi-plan de l'Effroi (cadre de la campagne Ravenloft).

#### Plan de l'Ombre
Le plan de l'Ombre est une dimension sombre coïncidant et coexistant avec le plan Primaire. Il chevauche ce dernier plus que le plan Éthéré ne le fait, donc un voyageur planaire peut utiliser le plan de l'Ombre pour couvrir de longues distances rapidement. Le plan de l'Ombre est aussi très proche des autres plans, ainsi, avec le bon sort, n'importe qui peut utiliser ce plan pour visiter d'autres réalités.
Le plan de l'Ombre est un monde en noir et blanc, la couleur est bannie de son environnement. Malgré le manque de lumière, des plantes variées, des animaux et des humanoïdes ont choisi le plan de l'Ombre comme habitat. Le plan de l'Ombre est fait de magie, et des morceaux naviguent entre les divers autres plans d'existence. Il en résulte que la création de cartes précises est presque impossible, malgré la présence de zones statiques.
Notes :
- Il y a une référence au Plan de l'Ombre dans la série Stranger Things.

Particularités :
- Conception de forme magique. Certains sorts modifient la base matérielle du plan de l'Ombre. L'utilité et le pouvoir de ces sorts à l'intérieur du plan de l'Ombre les rendent particulièrement pratique pour les explorateurs ainsi que les autochtones.
- Le plan de l'Ombre est d'alignement neutre strict.
- Magie renforcée (particulièrement en ce qui concerne la magie de l'Ombre).
- Blocage de la magie. Les sorts utilisant ou générant de la lumière ou du feu peuvent échouer lorsqu'ils sont employés dans le plan de l'Ombre. Un lanceur de sorts essayant la création d'un sort de magie du feu ou de la lumière doit réussir un jet de dé (1d20 + le niveau du sort). Les sorts produisant de la lumière sont moins efficaces en général car toutes les sources lumineuses voient leur puissance divisée par deux sur le plan de l'Ombre. Malgré la nature sombre du plan de l'Ombre, les sorts produisant, utilisant ou manipulant l'obscurité ne sont pas affectés par le plan.

### Plans intérieurs
| Plans intérieurs : modèle du globe. - 1 : plan Positif ; - 2 à 5 : plans élémentaires ; - 6 : plan Négatif. |

Dans le jeu de rôle fantastique Donjons et Dragons, les plans intérieurs sont le ciment de l'Univers, les éléments et l'énergies à partir desquels est fait le plan Matériel.
Constitués d'énergie et de matière, ils sont l'opposé véritable des plans extérieurs, qui incluent un idéal, une philosophie ou des dieux.
On peut les représenter sous la forme d'un globe. Le pôle nord est le plan Positif, le pôle sud le plan Négatif. Et les quatre plans élémentaires se partagent l'équateur.

#### Le plan Positif
C'est le plan de l'énergie et de la création, l'opposé total du plan Négatif.
En dépit des effets vitaux du plan, les créatures vivantes qui y restent trop longtemps deviennent rapidement irradiées par l'énergie vitale et peuvent exploser. Les sorts qui blessent ou repoussent les morts-vivants tirent leur pouvoir de l'énergie de ce plan.

#### Le plan Négatif
C'est le plan de la stagnation, de l'entropie, le domaine mort-vivant. Toute personne non-protégée qui se trouve sur ce plan perd rapidement son énergie vitale et meurt de fatigue. Les morts-vivants et la magie nécromantique tirent leur énergie de ce plan.

#### Les plans élémentaires

Modèle des plans d'existence élémentaires, para-élémentaires et quasi-élémentaires dans Planescape.

Les quatre plans élémentaires sont constitués chacun des quatre éléments de base : Feu (2), Terre (3), Eau (4) et Air (5).
Les plans para-élémentaires sont formés quand les plans élémentaires entrent en contact :
- Magma (Feu & Terre) (I) ;
- Vase (Eau & Terre) (II) ;
- Glace (Air & Eau) (III) ;
- Fumée (Air & Feu) (IV).

Les plans quasi-élémentaires sont formés quand les plans élémentaires touchent les plans d'énergie :
- avec le plan Positif (1) :
  - Radiance (Feu) (a),
  - Mineraux (Terre) (b),
  - Vapeur (Eau) (c),
  - Foudre (Air) (d) ;
- avec le plan Négatif (6) :
  - Cendres (Feu) (e),
  - Poussière (Terre) (f),
  - Sel (Eau) (g),
  - Vide (Air) (h).

Les plans para- et quasi-élémentaires figurent dans la première et la deuxième édition du Manuel des plans, mais pas dans la troisième.

### Plans extérieurs
Les plans extérieurs sont également appelés les plans divins, les plans spirituels ou les plans d'alignement. Ces plans abritent différents types de créatures : des divinités de toutes sortes, des démons, des anges, des diables et bien d'autres encore. Chaque plan extérieur est généralement la manifestation physique d'un alignement moral ou éthique, et les êtres qui y vivent prennent souvent l'apparence qui convient à cet alignement spécifique.
Les plans extérieurs ne connaissent aucune limite spatiale ; ils sont infinis. Nombre d'entre eux sont divisés en sous-espaces appelés strates, qui sont eux-mêmes infinis. Chaque strate représente généralement une facette particulière ou un thème spécifique du plan. Ainsi la géographie de Baator, l'un des plans extérieurs, rappelle-t-elle celle de l'Enfer décrit par Dante dans sa Divine Comédie : le plan est divisé en neuf strates dont le paysage et les conditions climatiques sont aussi dissemblables entre eux qu'il est possible. Chaque strate peut également contenir des royaumes : un royaume est la demeure d'une divinité, ou parfois de plusieurs divinités.
La cosmologie standard de Donjons et Dragons (D&D) contient dix-sept plans extérieurs. Ceux-ci sont structurés en un anneau de seize plans avec les plans d'alignement bon (plans supérieurs) au-dessus, et les plans d'alignement mauvais (plans inférieurs) en dessous. Les plans d'alignement loyal se trouvent à gauche, et les plans d'alignement chaotique sont à droite. Au milieu se trouvent les plans neutres.
Un dernier plan se situe au centre de l'anneau : l'Outreterre. C'est le plan de la neutralité parfaite. Au centre de l'Outreterre se trouve une aiguille d'une hauteur infinie, au sommet de laquelle trône, en équilibre, la cité de Sigil. La plupart des autres appellations reprises dans le tableau ci-dessous sont tirées de la première édition du Manuel des plans. Dans le décor de jeu de Planescape, ces noms alternatifs sont décrits comme des noms incorrects utilisés par les béjaunes (entendez : ceux qui ne comprennent rien à rien), ou par des personnages issus du plan Matériel et peu familiers avec les plans.
Voici un aperçu des plans, dans le sens des aiguilles d'une montre et en partant du sommet :
| Nom              | Autre(s) appellation(s)                                                             | Alignement                         | Description | Quelques habitants remarquables |
| ---------------- | ----------------------------------------------------------------------------------- | ---------------------------------- | --- | --- |
| Élysées          | le plan du Repos, les Champs bénis de l'Élysée                                      | neutre bon                         | Le plan du bien et de la paix. | - Chiens de lune, bêtes foo, solars, phénix, guardinals. - Chauntéa, la Grande Mère. - Lathandre, le Seigneur de l'aube. - Pélor, le dieu du soleil                                                           |
| Terres des bêtes | les Étendues sauvages des Terres des bêtes                                          | neutre bon/chaotique bon           | Le plan de la nature idéalisée, sauvage et abondante.                                                                               | - Aasimars, bakus, eladrins, mottaïs, animaux célestes. - Éhlonna, la déesse des forêts - Skerrit, le dieu des centaures                                                                                      |
| Arborée          | l'Olympe, Arvandor, les Clairières olympiennes d'Arborée                            | chaotique bon                      | Le royaume des passions, de l'abondance et des caprices de la nature.                                                               | - Eladrins (ghaeles, firres), cyclopes, lilendes, géants, sphinx. - Titans et dieux du panthéon grec. - Corellon Larethian et la Seldarine, le panthéon elfique.                                              |
| Ysgard           | Asgard, Gladsheim, les Domaines héroïques d'Ysgard                                  | chaotique bon/chaotique neutre     | Le champ de bataille éternel où les vrais héros prouvent leur valeur.                                                               | - Bêtes foo, ailéphauts, drows, elfes, géants du feu, gnomes, nains. - Les dieux de la mythologie nordique. - Kord le lutteur, dieu de la Force - Olidammara, dieu des roublards - Séluné, la Vierge lunaire. |
| Limbes           | Le Chaos tourbillonnant des Limbes                                                  | chaotique neutre                   | Un plan anarchique et imprévisible.                                                                                                 | - Slaads, githzerais. - Fenmarel Mestarine, le Loup solitaire. - Tempus, le Seigneur des batailles. |
| Pandémonium      | Les Profondeurs balayées par le vent du Pandémonium                                 | chaotique neutre/chaotique mauvais | Un réseau infini de cavernes balayées par un vent qui rend fou.                                                                     | - Bannis (toute espèce condamnée à y vivre) - Loki, du panthéon scandinave. - Aurile, la Vierge de glace. |
| Abysses          | les Strates infinies des Abysses                                                    | chaotique mauvais                  | Un nombre infini de terres d'absolue perversité et d'horreurs imprévisibles.                                                        | - Démons (Tanar'ri et suivants) - Lloth, la Reine-araignée - la Grande Mère, déesse des tyrannœils - Merrshault, dieu des yuan-tis - les princes démons                                                       |
| Carcères         | le Tartare                                                                          | chaotique mauvais/neutre mauvais   | Les menteurs, les tricheurs et les traîtres sont emprisonnés ici pour expier leur péchés.                                           | - Démombres, diablotins, méphites, titans exilés de l'Olympe. - Malar, le Seigneur bestial. |
| Gaste Grise      | l'Hadès                                                                             | neutre mauvais                     | Ici, toute émotion et toute compassion sont extirpées de l'âme jusqu'à ce que seuls le désespoir, l'égoïsme et l'apathie demeurent. | - Tanar'ri et baatezu se livrent une guerre sans fin sur ce plan. - Cyric, le Prince des mensonges. - Mask, le Seigneur des ombres.                                                                           |
| Géhenne          | La Morne éternité de la Géhenne, la Fournaise de la Perdition, le Quadruple Brasier | neutre mauvais/loyal mauvais       | Royaume volcanique fait d'intrigues retorses et de falaises vertigineuses.                                                          | - Yugoloths - Loviathar, déesse de la souffrance - Mélif le Seigneur Liche |
| Baator           | les Neuf enfers de Baator, la Sombre Demeure, le Feu éternel                        | loyal mauvais                      | Un royaume d'oppression, de tourments et de complots diaboliques.                                                                   | - Diables (Baatezu et suivants) - Tiamat, la Déesse dragon - les neuf archidiables |
| Achéron          | le Champ de bataille infernal d'Achéron                                             | loyal mauvais/loyal neutre         | Un plan de guerre incessante et sans objet, où l'identité est à jamais perdue.                                                      | - Achaïeraïs, dragons, diables, diablotins, fomoriens, rakshasas, yugoloths - Gruumsh, le Dieu borgne des orques - Hextor, le Dieu de la tyrannie - Wy-Djaz, la Déesse de la mort et de la magie              |
| Méchanus         | le Nirvana des rouages de Méchanus                                                  | loyal neutre                       | Le plan de l'ordre ultime, fait d'engrenages bien huilés.                                                                           | - Modrones, formians, inévitables - Heaume, le Vigilant - Mystra, la Dame des mystères - Scion, la reine mère des formiens                                                                                    |
| Arcadie (plan)   | les Royaumes pacifiques d'Arcadie                                                   | loyal neutre/loyal bon             | Un plan tranquille et ordonné où tous vivent en harmonie.                                                                           | - Archons, aasimars, dévas. - Saint Cuthbert de la Masse, le Dieu de la justice - Clanggedin Barbedargent, le Père de la bataille - K'l'tk'thra, reine mère formienne                                         |
| mont Céleste     | les Sept Paradis ascendants de Céleste                                              | loyal bon                          | Le plan des paladins au cœur pur.                                                                                                   | - Aasimars, archons, dévas, planétars, solars - Bahamut, le Grand dragon. - Tyr, le Dieu manchot - Moradin, le Forgeur d'âmes, dieu des nains                                                                 |
| Bytopie          | les Paradis jumeaux de Bytopie                                                      | loyal bon/neutre bon               | Le plan des peuples industrieux ; les gnomes sont ici chez eux.                                                                     | - Archons, éladrins, gnomes, guardinals, planétars, sylvaniens - Garl Brilledor, le Farceur, dieu des gnomes                                                                                                  |
| Outreterre       | le Domaine concordants des Terres extérieures                                       | neutre strict                      | Le carrefour des plans. | - Rilmanis. - la Dame des Douleurs, protectrice de Sigil - Boccob, le Dieu de la magie - Obad-Haï, le Dieu de la nature sauvage                                                                               |

## Dans leManuel des plansde la quatrième édition
La cosmologie est largement révisée dans le Manuel des plans de la quatrième édition (2008). La nouvelle cosmologie comprend cinq types de plans, ou domaines :
1. Le Monde mortel.
2. Les plans parallèles, liés au Monde mortel :
  - la Féérie (Feywild) ;
  - Gisombre (Shadowfell).
3. Les plans fondamentaux, qui entourent le Monde mortel :
  - la Mer astrale (the Astral Sea) ;
  - le Chaos élémentaire (the Elemental Chaos).
4. Les demi-plans : ce sont des « bulles » unique, dont notamment Sigil.
5. Les plans anormaux :
  - le Royaume lointain (the Far Realm) ;
  - le plan des Rêves (the Plane of Dreams).

## Cosmologie des jeux inspirés parDonjons et Dragons
Le jeu de rôle Pathfinder est fondé sur la version 3.5 de Donjons et Dragons. Pour son monde Golarion, il reprend la cosmologie de la version 3, qu'il nomme le Grand Au-Delà.